# Balkan-Cup 1946
Der 8. Balkan-Cup war ein Wettbewerb für Fußballnationalmannschaften von Staaten aus der Balkanregion. Die Spiele fanden im Oktober 1946 zum ersten Mal nach dem Zweiten Weltkrieg statt. Austragungsland war Albanien, das zugleich erstmals überhaupt am Turnier partizipierte. Neben dem Gastgeber nahmen wieder Jugoslawien, Rumänien und Bulgarien am Turnier teil; Griechenland fehlte jedoch im Gegensatz zur letzten Austragung von 1936. Jede Mannschaft spielte im Gruppenmodus einmal gegen alle anderen. Am Ende lagen die Albaner an der Spitze und holten bei ihrer ersten Teilnahme auch gleich den Titel. Zweiter wurde Jugoslawien vor Titelverteidiger Rumänien. Toptorschütze waren die Albaner Loro Boriçi und Qamil Teliti, der Rumäne Reuter sowie der Jugoslawe Božidar Sandić (je zwei Treffer).

## Ergebnisse
Tabelle nach Zwei-Punkte-Regel.
| Pl. | Land        | Sp. | S | U | N | Tore    | Diff. | Punkte |
| --- | ----------- | --- | - | - | - | ------- | ----- | ------ |
| 1.  | Albanien    | 3   | 2 | 0 | 1 | 006:400 | +2    | 04     |
| 2.  | Jugoslawien | 3   | 2 | 0 | 1 | 006:500 | +1    | 04     |
| 3.  | Rumänien    | 3   | 1 | 1 | 1 | 004:400 | ±0    | 03     |
| 4.  | Bulgarien   | 3   | 0 | 1 | 2 | 004:700 | −3    | 01     |

|                            |   |             |     |
| 7. Oktober 1946 in Tirana  |   |             |     |
| Albanien                   | – | Jugoslawien | 2:3 |
| 8. Oktober 1946 in Tirana  |   |             |     |
| Bulgarien                  | – | Rumänien    | 2:2 |
| 9. Oktober 1946 in Tirana  |   |             |     |
| Albanien                   | – | Bulgarien   | 3:1 |
| 11. Oktober 1946 in Tirana |   |             |     |
| Rumänien                   | – | Jugoslawien | 2:1 |
| 12. Oktober 1946 in Tirana |   |             |     |
| Jugoslawien                | – | Bulgarien   | 2:1 |
| 13. Oktober 1946 in Tirana |   |             |     |
| Albanien                   | – | Rumänien    | 1:0 |